# Frédéric Duvernoy
Frédéric Duvernoy (Montbéliard, Alt Rin, 1765 - París, 1838 fou un compositor francès.
Aprengué el corn i composició sense cap mestre, entrant, el 1797, a l'orquestra del teatre de l'Òpera de París. Més tard fou professor de corn al conservatori, on entre altres alumnes tingué al belga Martin-Joseph Mengal i els germans Eduard i Josef Rudolf Lewy. Va escriure algunes obres, entre elles: 12 concerts, sonates, trios, quintets, etc., en les que sempre entrava amb el seu instrument favorit, el corn, i es publicaren a París i a Alemanya. També va escriure Méthode de cor mixt.